# 晶鲈属
晶鱸屬為鱸形目鱸科的一屬，是一群分布於北美洲美國密西西比河流域的淡水魚類，是美國特有種。

## 命名
本屬由兩位美國魚類學家大卫·斯塔尔·乔丹及查爾斯·亨利·吉爾伯特於1885年命名。
本屬學名的字根拉丁語意為「冰」，形容模式種晶鱸的身體晶瑩剔透。

## 分布
本屬為溫帶魚，大洋底棲性，分布於北美洲美國境内的密西西比河流域、包括伊利諾伊州、印第安納州、俄亥俄州、肯塔基州。目前該屬在俄亥俄州、肯塔基州、印第安納州和伊利諾伊州局部滅絕。

## 形態
本屬為小型魚類，最大只有16公分。本屬身體延長。背鰭两片，背鰭硬棘10-17枚、軟條11-15枚，無脂鰭；臀鰭無硬棘，軟條11-16；尾鰭開叉；胸鰭軟條12-16枚。

## 生態
本屬通常出現在流速緩和，水質清澈，以沙質、礫質、鵝卵石為基底的水域中。

## 經濟利用
本屬魚類無經濟利用。

## 分類
本屬被歸類於鱸亞科，已知有兩個物種：
- 晶鱸 Crystallaria asprella (Jordan, 1878)
- 鐮腹晶鱸 Crystallaria cincotta Welsh & Wood, 2008